# Terremoto a San Francisco
Terremoto a San Francisco (After the Shock) è un film statunitense del 1990 diretto da Gary Sherman.

## Trama
Il terremoto di Loma Prieta del 1989 di magnitudo 7,2 della scala Richter scuote San Francisco. Le storie di molte persone si intrecciano in questo drammatico scenario tra persone dei servizi pubblici e di emergenza e persone rimaste intrappolate tra le macerie o in autostrada.

## Produzione e distribuzione
Il film è uscito in Usa il 12 settembre 1990.